# Kukuvije
Kukuvije (lat. Tytonidae) su porodica ptica iz reda sovovki. Razlikuju se od ostalih sova po tome što imaju oblik lica poput srca, za razliku od okruglog oblika lica tipičnih sova.

## Rasprostranjenost
Nastanjuju sve kontinente osim Antarktika. U Aziji se mogu naći samo na jugu, jugoistoku i jugozapadu. U Africi ne žive samo u središnjim dijelovima pustinje Sahare. U Europi i Sjevernoj Americi ne nastanjuju hladna sjeverna područja.

## Opis
Duge su od 23 do 53 cm i teške od 180 do 1 280 grama, ovisno o vrsti. Ženke su obično neznatno veće od mužjaka. Perje je narančasto do crnkastomrko na gornjem dijelu tijela. Donji dio tijela je bijel, mrkocrven ili crnkastomrk. Hrane se uglavnom malenim sisavcima (do veličine zečeva), pticama, žabama, ribama, gušterima i velikim kukcima koje love noću, više uz pomoć sluha nego vida. 
Oglašavaju se siktanjem, kreštanjem ili zviždanjem. Također mogu glasno "cvokotati" kljunom.

## Razmnožavanje
Gnijezde su u ambarima i drugim objektima koji se rijetko koriste, vještačkim gnijezdima, dupljama u odsjecima, stijenama ili drveću. Neke se gnijezde na tlu. Ženka nese 2-9, ponekada 11, bijelih jaja. Inkubira ih 27-34 dana. Ptići ostaju u gnijezdu 50-64 dana.

## Ponašanje i odnos s čovjekom
Kukuvije su zbog svog običaja da se gnijezde u ruševinama, crkvama i sličnim mjestima dobile posebno mjesto u folkloru. Ipak, ljudi je uglavnom povezuju sa zemljoradnjom. Budući da se ove ptice hrane raznim štakorima i miševima koji uništavaju usjeve, ove su ptice tu bile dobrodošle. Nažalost, ta ih je bliska veza sa zemljoradnjom gotovo uništila u Zapadnoj Europi, jer su mnogo više od ostalih vrsta stradale od pesticida i herbicida. U Maleziji se kukuvije i kemikalije koriste zajedno da bi se kontrolirala populacija štakora. Takve su se mjere pokazale uspješnima, jer jedna porodica sova godišnje pojede oko 1 300 štakora. Međutim, ovo nije uvijek bilo uspješno: kada su ih ljudi uvezli na sejšelske otoke, sove su radije ubijale lokalne ptice nego glodavce. Tako su za 12 godina u potpunosti istrijebile bijele čigre s tih otoka.

## Drugi projekti
|  | Zajednički poslužitelj ima još gradiva o temi kukuvije |
|  | Wikivrste imaju podatke o taksonu kukuvijama           |